# Каплёвка
Каплёвка (укр. Каплі́вка) — село в Хотинской городской общине Днестровского района Черновицкой области Украины.
До 2020 года входило в Хотинский район
Население по переписи 2001 года составляло 1461 человек. Почтовый индекс — 60040. Телефонный код — 3731. Код КОАТУУ — 7325082801.